# Virginia Johnson (dançarina)
Virginia Johnson (nascida em 1950) é uma bailarina, coreógrafa e jornalista americana. Actualmente, ela actua como diretora artística do Dance Theatre of Harlem e é membro fundadora e ex-dançarina principal da companhia. De 2000 a 2009, ela foi editora-chefe da Pointe.

## Infância e juventude
Johnson nasceu e foi criada em Washington, D.C.. Ela começou a treinar balé clássico aos três anos de idade com Therrell Smith, uma amiga da sua mãe que havia treinado com Mathilde Kschessinska. Quando ela tinha treze anos, foi aceite na The Washington School of Ballet, onde treinou com Mary Day e foi a única estudante afro-americana. Ela formou-se na escola em 1968.

## Carreira
Johnson mudou-se para a cidade de Nova York e matriculou-se em dança na New York University. Enquanto estudante lá, ela teve uma aula com Arthur Mitchell e foi convidada para ajudar a abrir uma companhia de balé com ele. Ela tornou-se membro fundadors do Dance Theatre of Harlem em 1969 e foi promovida ao posto de dançarina principal. Ela dançou no papel principal em Agon, A Streetcar Named Desire, Creole Giselle, Concerto Barocco, Allegro Brillante, Fall River Legend, Lago dos Cisnes, Les Biches e  Voluntaries.
Depois de uma carreira de 28 anos na empresa, Johnson aposentou-se e matriculou-se como estudante de comunicação na Fordham University. Posteriormente, ela foi contratada como editora-chefe inaugural da Pointe Magazine e ocupou essa posição de 2000 até à sua saída em 2009 para tornar-se a diretora artística do Dance Theatre of Harlem. 